# Lolo Ortiz
Manuel Jesús Ortiz Toribio (Huelva, Andalucía, España, 22 de agosto de 1984), conocido como Lolo, es un exfutbolista y entrenador español. Se desempeñaba en la posición de mediocentro y puntualmente como defensa central.

## Trayectoria
Lolo se formó en las categorías inferiores del Sevilla F. C.. Fue el capitán del filial sevillista que, en la temporada 2006/07, logró el ascenso a Segunda División. Lolo fue, precisamente, el autor del gol decisivo ante el Burgos C. F. en la eliminatoria final por el ascenso.
En la temporada 2007/08 alternó su presencia con el filial, en Segunda, con algunas participaciones en el primer equipo. Jugó dos partidos de Primera División, siendo su debut en la máxima categoría el 31 de agosto de 2007, en el estadio de El Sardinero. También participó en un encuentro, como titular, en la Liga de Campeones, el 12 de diciembre de 2007 ante el Slavia de Praga.
Para la temporada 2008/09 el Sevilla lo cedió a otro equipo andaluz de Primera, el Málaga C. F., donde se consagró como mediocentro de corte defensivo jugando veintiséis partidos y logrando cuatro goles. Su continuidad en el equipo de la Costa del Sol se vio frustrada por la falta de entendimiento entre los dos clubes andaluces, por lo que en la temporada 2009/10 Lolo regresa a la disciplina sevillista.
En el verano de 2010 fichó por el C. A. Osasuna por cuatro años. En su primera temporada en el club navarro marcó dos goles en liga.
En el verano de 2014 con el mercado ya casi terminado ficha por el Real Zaragoza, a las órdenes de Víctor Muñoz.

## Clubes

### Como jugador
| Club               | País   | Año       |
| ------------------ | ------ | --------- |
| Sevilla Atlético   | España | 2002-2007 |
| Sevilla FC         | España | 2007-2010 |
| Málaga CF (Cedido) | España | 2008-2009 |
| CA Osasuna         | España | 2010-2014 |
| Real Zaragoza      | España | 2014-2015 |
| Elche CF           | España | 2015-2017 |
| Hércules CF        | España | 2017      |
| FC Pune City       | India  | 2018      |
| U. D. Bellavista   | España | 2019-2020 |

### Como entrenador
| Club                       | País    | Año       |
| -------------------------- | ------- | --------- |
| U. D. Bellavista (cadetes) | España  | 2019-2020 |
| IK Junkeren II             | Noruega | 2020-     |

## Palmarés

### Campeonatos nacionales
| Título       | Club          | País   | Año  |
| ------------ | ------------- | ------ | ---- |
| Copa del Rey | Sevilla F. C. | España | 2010 |